# Pachythone erebia
Pachythone erebia är en fjärilsart som beskrevs av Bates 1868. Pachythone erebia ingår i släktet Pachythone och familjen Riodinidae. Inga underarter finns listade i Catalogue of Life.

## Bildgalleri

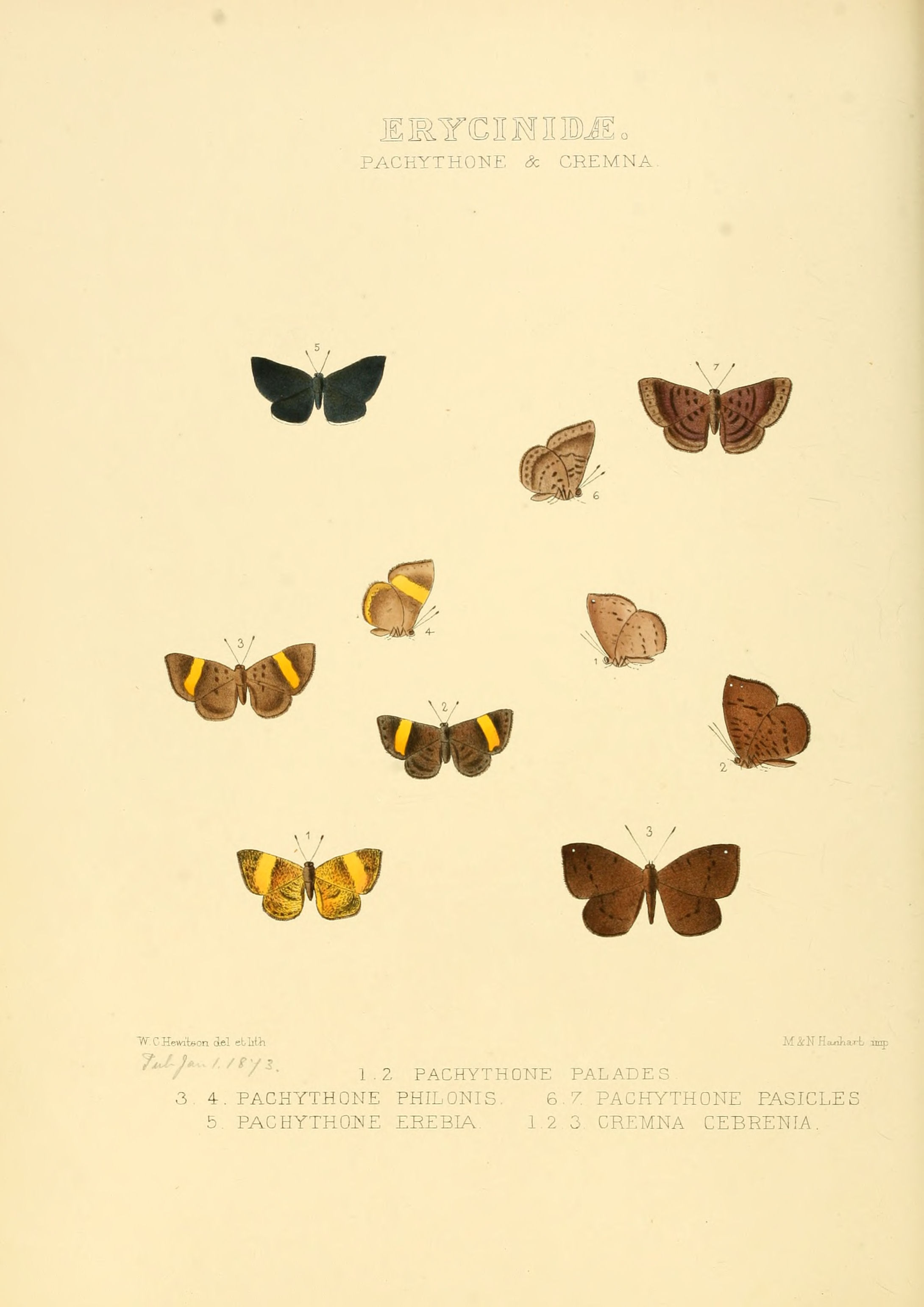